# Casa al carrer Joaquim Vayreda, 13 (Olot)
La Casa al carrer Joaquim Vayreda, 13 és una obra d'Olot (Garrotxa) inclosa a l'Inventari del Patrimoni Arquitectònic de Catalunya.

## Descripció
És una bonica casa de planta rectangular amb teulat a quatre aigües. Disposa de planta baixa, amb balcons de sortida a la terrassa; un pis amb balcons i un segon pis amb galeria d'arcs coberta. Cal destacar que els murs foren estucats dibuixant grans franges horitzontals. Sota la galeria coberta corre un fris de motius florals i vegetals que es repeteixen en els amplis guardapols de les obertures; els angles de l'edifici varen ser fets amb encoixinats, amb motius geomètrics alternats, imitant pedra. No disposa de cap més façana notable.

## Història
Olot, a principis de segle xx, viu uns moments de puixança ciutadana, entre 1900 i 1902 se celebra la important exposició Regional olotina de Belles Arts, Indústries Artístiques, Arts Femenines i Indústria Comarcal; l'any 1911 s'inaugura el Carrilet d'Olot a Girona.
Manuel Malagrida fa tirar endavant la creació d'una ciutat-jardí a l'espai comprès entre el Passeig de Barcelona i el riu Fluvià. Als carrers propers a l'eixample (Vilanova, Vayreda, etc.) es van fer edificis importants com la casa Masramon i d'altres amb decoracions notables, bé que no tindran les pretensions d'aquelles aixecades en ple eixample.